# Japa (rezo)
La palabra sánscrita japa es la repetición de un mantra o de los nombres de Dios.
Se puede recitar suavemente ―lo suficientemente fuerte como para que el practicante lo escuche―, o se puede recitar mentalmente.
El yapa se puede practicar de varias maneras:
- como parte de un culto formal en grupo,
- mientras se está sentado en postura de meditación,
- mientras se realizan otras actividades.

En la India es muy común recitar yapa con la ayuda de un rosario (yapa-mala: ‘cuentas de yapa’).
La práctica del rezo repetitivo está presente en varias formas dentro de la mayoría de las religiones del mundo, aunque las religiones de India generalmente dan más énfasis a esta como una disciplina específica.

## Nombre sánscrito
- japa, en el sistema AITS (alfabeto internacional para la transliteración del sánscrito).
- japa, en inglés.
- जप माला, en escritura devanagari del sánscrito.
- Pronunciación:
  - [yápa] o [shápa].[4]
  - [ɟ͡ʝɐpɐ], según el AFI (alfabeto fonético internacional).
- Etimología: del verbo jap, ‘decir en voz baja, murmurar (especialmente oraciones o encantamientos), rezar en voz baja’.[4]

### Historia del término
La palabra «japa» no aparece en el Rig-veda (el texto más antiguo de la India, de mediados del II milenio a. C.).
Aparece por primera vez en el Shatápatha-brahmana y en el Aitareia-brahmana.